# The Thin Ice
The Thin Ice ist ein Titel der britischen Rockband Pink Floyd aus dem 1979 veröffentlichten Konzeptalbum The Wall.

## Inhalt
Wie alle anderen Lieder aus The Wall erzählt The Thin Ice einen Teil der Geschichte des Protagonisten Pink, der zu seinem Schutz vor emotionalen Einflüssen eine imaginäre Mauer errichtet.
The Thin Ice kann als Beginn der Geschichte gesehen werden, da der erste Song In the Flesh? zu einem Zeitpunkt stattfindet, als Pink schon erwachsen ist – vielleicht auch erst am Ende der Geschichte.
Hier wird Pink als Baby bzw. junges Kind vorgestellt.

## Musik
The Thin Ice beginnt mit dem Geschrei eines Babys.
Das Tempo des Liedes lässt sich einer „50’s Progression“ zuordnen, welches in den 1950ern und 1960er in Liedern wie Stand by Me häufig zu hören war.

## Film
Der Anfang zeigt verwundete und tote Soldaten im Zweiten Weltkrieg.
Daraufhin zeigt der Film eine Sequenz, die zwischen One of My Turns und Don’t Leave Me Now stattfinden dürfte. Pink sitzt am Pool in seinem Hotelzimmer und hat sich die Hand aufgeschnitten. Nun tropft Blut ins Wasser.

## Besetzung
- Roger Waters – E-Bass, Gesang (zweite Strophe)
- David Gilmour – Synthesizer, Gitarre, Gesang (erste Strophe)
- Nick Mason – Schlagzeug
- Richard Wright – Orgel, Piano